# Kunjerabpasset
Kunjerabpasset eller Kunjirap Daban (kinesiska: 红其垃甫达坂) är ett bergspass 4693 meter över havet i bergskedjan Karakoram i Asien.
Passet ligger på gränsen mellan den kinesiska regionen Xinjiang och Gilgit-Baltistan (administrerat av Pakistan, krävt av Indien).
Genom passet går Karakoramvägen som förbinder Kina och Pakistan. Vägen har i passet världens högsta asfalterade gränsövergång.